# Chiesa di San Giacomo al Mella
La chiesa di San Giacomo al Mella è una chiesa di Brescia, situata lungo l'antico decumano massimo della città in direzione di Milano, oggi appunto via Milano. Di origine molto antica, era la chiesa di un ospizio gestito da una comunità di frati, a noi non pervenuto poiché demolito dopo la sua soppressione, nel corso dell'Ottocento. La chiesa è di solito nota ai più grazie alla sua bella abside romanica, ben visibile lungo la trafficata via Milano, in corrispondenza del collegamento fra questa e la tangenziale ovest.

L'abside.

## Storia
La presenza di un ospizio nella zona è documentata a partire dall'XI secolo, per l'esattezza dal 1080, anno a cui risale il documento più antico in assoluto che nomini il complesso: si tratta di una trascrizione di una bolla di papa Gregorio VII, nella quale il pontefice accoglie la domanda della mensa canonicale di unire ad essa il priorato del convento di San Giacomo della Mella, allo scopo di sostentare trentasei persone officianti quotidianamente nella basilica di San Pietro de Dom. È comunque probabile che l'edificio, così come la chiesa, siano stati costruiti precedentemente, forse sui resti di una stazione romana, vista anche la posizione strategica lungo la via per Milano, vicino al ponte sul fiume Mella, dal quale trae l'appellativo "al Mella".

Lunetta sul portale principale con fiori a sei petali.

Seguono altre testimonianze, dalle quali si legge che, all'inizio del Duecento, il vescovo o i canonici della basilica di San Pietro de Dom affidano la struttura di assistenza agli umiliati, un ordine religioso che, nel medioevo, si occupava del ricovero e della cura di malati e infermi, i quali la gestiscono per circa un secolo. In quegli anni, l'ospizio è definito nei documenti con il nome "dei Romei" o "di San Giacomo di Galizia". Nel 1274, secondo le testimonianze, il complesso è gestito da cinque converse e cinque confratelli, diretti da Padre Giovanni da Cobiado. Inoltre, possiede numerosi fondi nella zona, sui quali lavorano numerose persone di sua diretta dipendenza.
Nel Trecento l'ordine degli Umiliati declina rapidamente e nel 1334 il vescovo Bernardo Tricarico assegna l'ospedale ai canonici regolari di Sant'Antonio di Vienne i quali, fra l'altro, avrebbero fondato pochi anni dopo, nel 1367, l'ospedale di Sant'Antonio in contrada San Nazaro a Brescia, oggi corso Matteotti. La nuova gestione dell'ospedale di San Giacomo dei Romei è quindi composta da un precettore aiutato dai canonici dell'ordine: siccome questi, però, raramente erano numerosi, venivano spesso affiancati anche da famiglie che offrivano il loro aiuto e i loro beni per servire l'opera dei frati. Nel corso del Quattrocento viene aggiunta una cappella alla chiesa sul lato nord, oggi sacrestia. Più tardi, nei pressi della chiesa, nasce anche una delle più antiche fiere locali, la festa di san Giacomo, tenuta tradizionalmente il 25 luglio, che verrà poi progressivamente spostata verso la città. Da qui, inoltre, aveva inizio il 15 agosto la corsa dei cavalli che si concludeva in piazza della Loggia.
Dal Cinquecento in poi l'ospizio vede una sempre maggiore decadenza: nel 1577 viene assorbito dalle proprietà fondiarie del seminario vescovile di Brescia, mentre nel 1810 la struttura viene definitivamente soppressa. La chiesa, però, resta aperta al pubblico grazie all'impegno di pochi religiosi e sacerdoti, che si preoccupano di amministrarla. Alla fine dell'Ottocento, la famiglia Rovetta, imparentata con l'ultimo religioso che aveva il compito di custodirla, acquisisce la proprietà dell'edificio, che viene completamente rinnovato all'interno dal pittore Francesco Rovetta con l'applicazione di affreschi e decorazioni neogotiche. Oggi, dell'antico ospizio rimane solamente la chiesa di San Giacomo, mentre le strutture adiacenti, persa ogni funzione di ricovero, sono state nel tempo riadattate e oggi convertite in edifici residenziali.

## Struttura

### Esterno

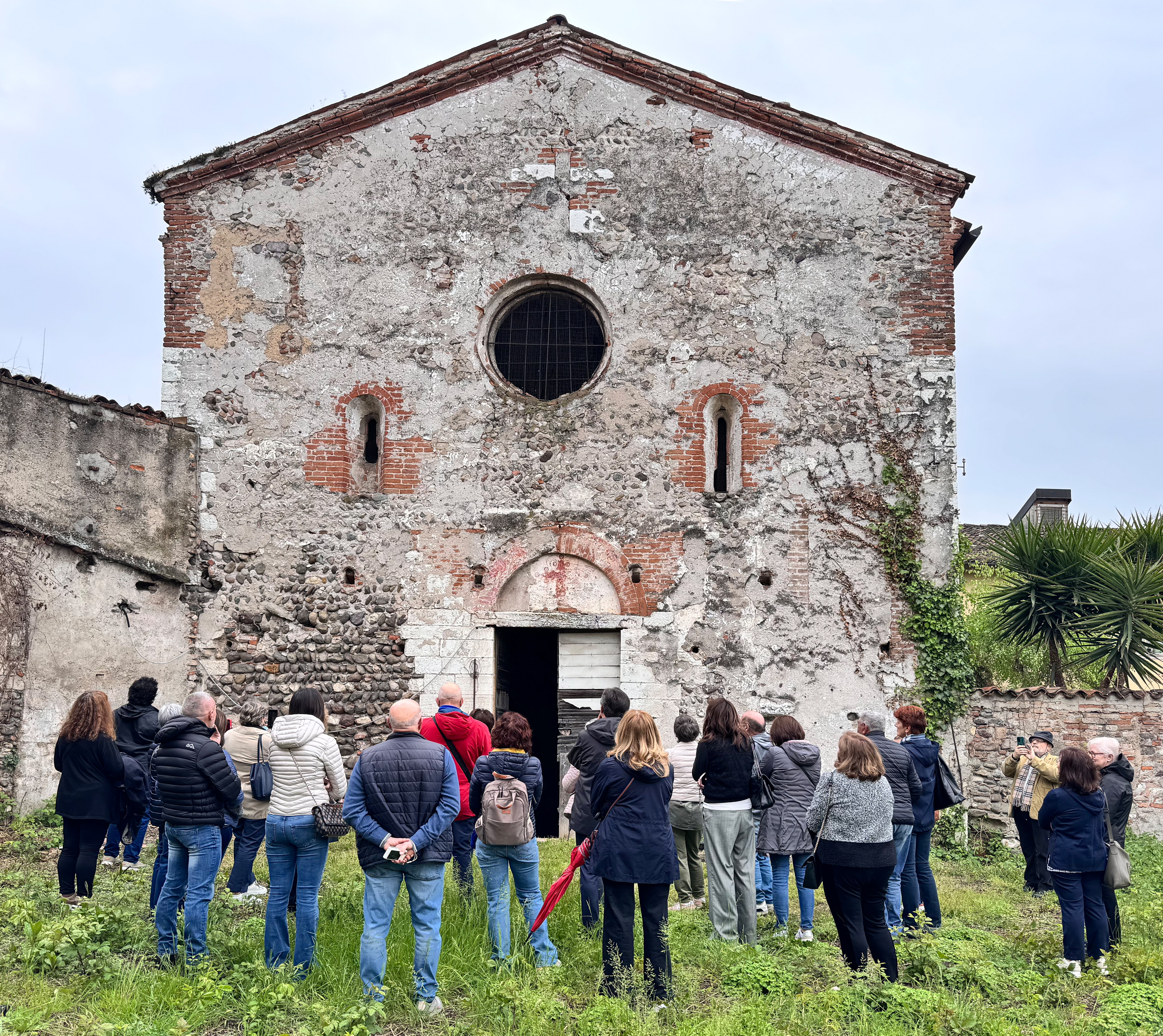
Facciata principale.
Facciata nord.
Facciata nord.
Dettaglio della facciata nord.

La facciata è a capanna, con oculo al centro e portale d'ingresso originale. Quest'ultimo è decorato da una lunetta, affrescata durante la reggenza dei Canonici di Sant'Antonio, contenente riferimenti ai Templari. L'abside è l'elemento di spicco della chiesa, semicircolare e costruita con blocchi regolari di marmo botticino e medolo. La parete esterna è scandita da piatte e leggere lesene, che la dividono in cinque scomparti nei quali si aprono, nei tre centrali, tre monofore strombate, caratteristiche dell'epoca. La fascia di sottogronda è invece decorata da archetti pensili e da una cordonatura a dente di sega in cotto, altro elemento distintivo dell'architettura romanica. Il muro perimetrale dell'aula, invece, è composto in prevalenza da corsi regolari di sassi di fiume, con pochi inserti di mattoni sul fianco nord. Tale differenza nella composizione delle murature dell'abside e dell'aula permettono di retrodatare quest'ultima rispetto all'abside, fissando l'epoca di costruzione dell'aula all'XI secolo e quella dell'abside a cavallo fra il XII e il XIII secolo. Sul fianco nord sporge invece la cappella di epoca quattrocentesca, precedentemente accennata.

### Interno

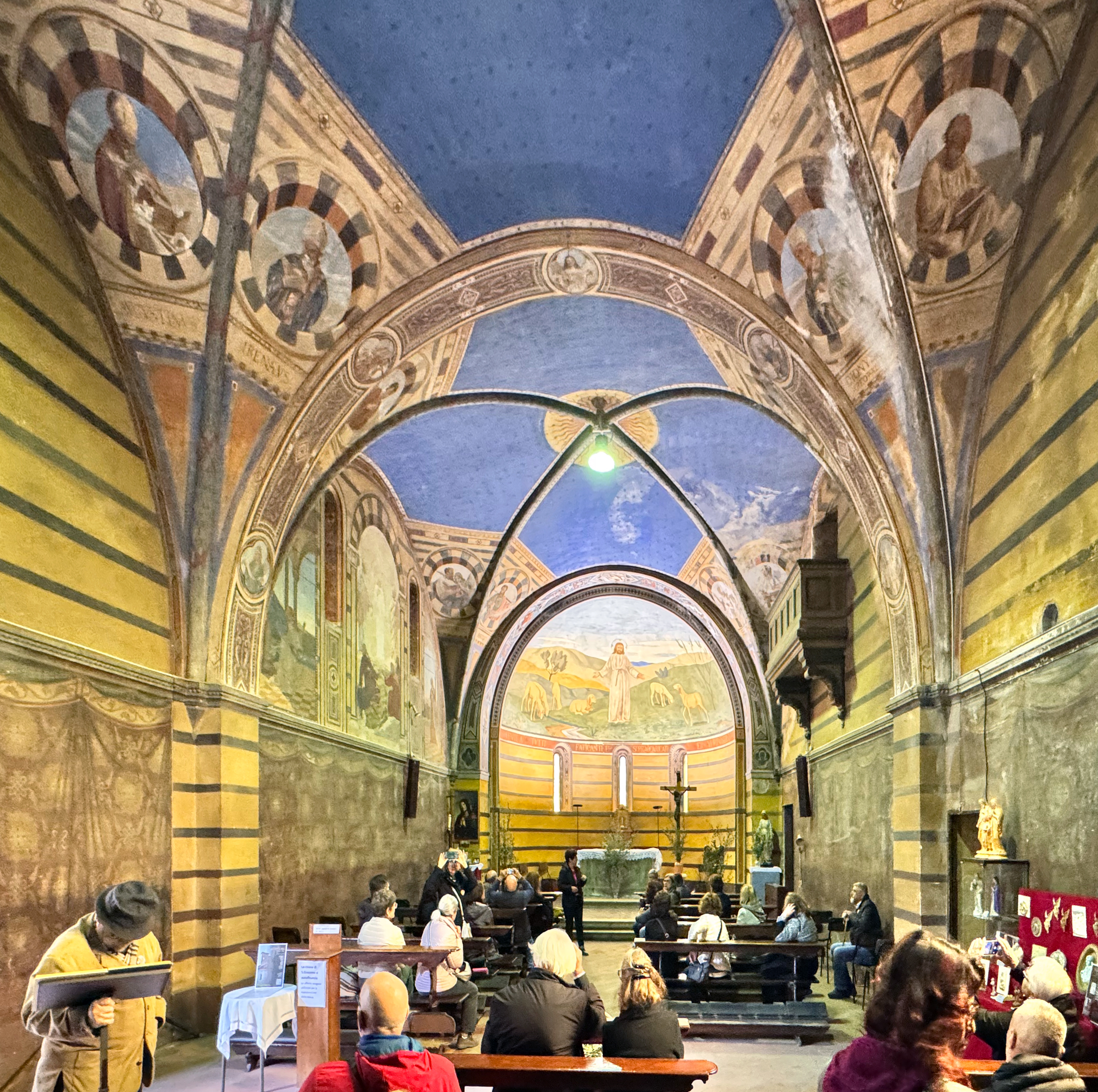
Interno della chiesa.
Altare con statua della Vergine in cartapesta.
Bifora ottocentesca.
Crocifissione sul lato ovest.
Volta dell'abside.
Arco dell'abside.
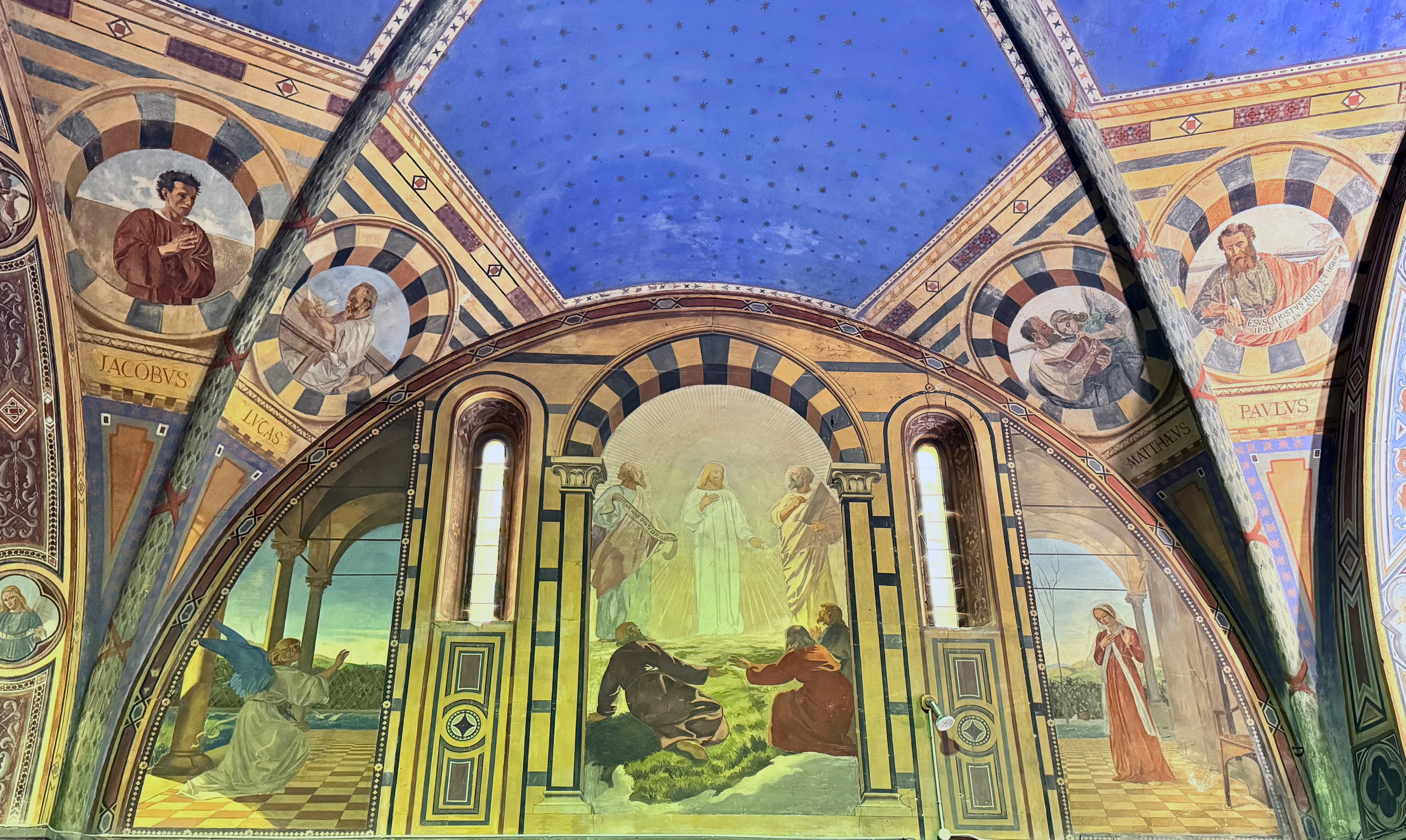
Lato nord.
Affresco lato nord.
Affresco di San Giacomo (autoritratto di Francesco Rovetta).

L'interno, completamente rifatto nell'Ottocento, è impostato su una pianta a navata unica, spartita in tre campate. La copertura a capriate lignee originale copre solamente la prima campata d'ingresso, mentre le altre due sono coperte da due volte a crociera, quella centrale ottocentesca e la seconda, cioè l'ultima campata prima dell'abside, della fine del Quattrocento.

## Opere
La chiesa, oltre all'affresco del Trecento posto nella lunetta del portale d'ingresso, all'esterno, ospita poche ma notevoli opere d'arte, fra le quali spicca la grande Crocifissione del 1465 di Paolo Caylina il Vecchio. Dello stesso autore è anche l'affresco dell'Annunciazione, strappato all'inizio del Novecento dall'arco santo. Nella zona della copertura a capriate originale, sopra l'ingresso, sono inoltre presenti tracce di affreschi del Quattrocento e ampie aree dove si è mantenuto intatto fino ai giorni nostri l'antico intonaco bianco del Trecento. Della stessa epoca è anche il frammento di affresco raffigurante racemi vegetali nell'abside, dietro l'altare.